# Aleksandrijska lovorika
Aleksandrijska lovorika (lat. Danae), monotipski biljni rod iz porodice šparogovki. Jedia vrsta je Aleksandrijska lovorika iz Male Azije, Sirije, Kavkaza i sjevernog Irana. 
Vrsta je na popisu i u Hrvatskoj.

## Sinonimi
- Danaidia Link; Handb. 1: 274 (1829)
- Danae laurus Medik.; Malv. 72 (1787)
- Danaidia racemosa (L.) Link; Handb. 1: 274 (1829)
- Ruscus racemosus L.; Sp. Pl. 1041 (1753)
- Ruscus terminalis Salisb.; Prod. 255 (1796)